# ملعب الفاشر
ملعب الفاشر هو ملعب يقع في مدينة الفاشر في السودان , و حاليًا يشهد معظم مباريات فريقي هلال الفاشر السوداني و مريخ الفاشر السوداني.
و يتسع الملعب لحوالي 10,000 متفرج